# Emilio Pancani
Emilio Pasquale Baldassare Pancani (Firenze, 1823 – Amburgo, 1897) è stato un tenore italiano.

## Biografia
Emilio Pancani nacque a Firenze nel 1830.
Si avvicinò al canto seguendo le lezioni del maestro Borzacchi a Firenze e iniziò la sua carriera come corista. Dopo qualche anno d'interpretazioni come comprimario, esordì in ruoli da protagonista a Malta nel 1850 e successivamente al Teatro Nazionale di Odessa nel 1851.
Quando fu tornato in Italia lavorò a Napoli, Milano e Genova per ruoli più importanti.
Ottenne in poco tempo grande successo e celebrità, cantando opere di Gioachino Rossini, Gaetano Donizetti, Vincenzo Bellini e Giuseppe Verdi.
Il suo nome restò soprattutto legato a interpretazioni belliniane e rossiniane, cui lo rendevano particolarmente adatto le sue caratteristiche di grandi sonorità, colorito scuro e ampio declamato, che ricordavano tenori della generazione precedente.
Cantante eclettico, seppe però mettersi in evidenza anche come interprete verdiano, sfoggiando incisività e drammaticità d'accenti.
Il ruolo eponimo nell'Otello di Rossini e quello di Manrico ne Il trovatore di Verdi erano considerate le sue più grandi interpretazioni.
Pancani fu il primo Aroldo della prima rappresentazione che ebbe luogo a Rimini al Teatro Nuovo, il 16 agosto 1857. La prima era prevista l'11 agosto, ma Pancani fece posticipare la rappresentazione perché sua moglie Matilde Bellincioni era sul letto di morte a Firenze, e morì il 13 agosto 1857, e quindi in quei giorni il tenore dovette accorrere al suo capezzale.
Dal 1858 al 1860 si esibì al Teatro alla Scala di Milano, dove tornò nelle stagioni 1864-1865 e 1868-1870.
Nel 1860-1861 fece apparizioni come ospite a Parigi e in Germania (Berlino, Hannover e Königsberg), e anche negli Stati Uniti d'America.
Emilio Pancani era fratello di Giovanni Pancani, anch'egli tenore, del quale si ricorda l'interpretazione ne I due Foscari, a Livorno nel gennaio 1845.